# センス・フィールド
センス・フィールド(Sense Field)は、アメリカのロックバンド。1991年に結成。

## 概要
1991年にインディーズレーベル、レヴェレーション・レコードからセルフタイトルEP、『Sense Field』でデビュー。サニー・デイ・リアル・エステイト、ジミー・イート・ワールド、テキサス・イズ・ザ・リーズンらと共に'90年代のエモ／ポスト・ハードコアシーンの中心的存在として評価される。1996年にメジャーレーベルのワーナー・ブラザース・レコードと契約。その後2枚のアルバムをリリースし2004年に解散した。その後2012年と2013年に再結成しライヴを行った。

## 作品

### アルバム
- Sense Field （1994年）
- Killed for Less （1994年）
- Building （1996年）
- Tonight and Forever （2001年）
- Living Outside （2003年）

### EP、スプリット
- Sense Field （1991年）
- Premonitions （1995年）
- Sense Field / Jimmy Eat World / Mineral （1995年）
- Part of the Deal （1999年）
- Sense Field / onelinedrawing （2000年）